# براکر
بروکر (انگلیسی: Bruker) شرکت تجهیزات پزشکی آمریکایی است، که در سال ۱۹۶۰ تأسیس شد.